# Pennithera subcomis
Pennithera subcomis là một loài bướm đêm trong họ Geometridae.